# Блейдс (Делавер)
Блейдс (англ. Blades) — місто (англ. town) в окрузі Сассекс штату Делавер США. Населення — 1179 осіб (2020).

## Географія
Блейдс розташований за координатами 38°38′7″ пн. ш. 75°36′9″ зх. д. / 38.63528° пн. ш. 75.60250° зх. д. (38.635315, -75.602411).  За даними Бюро перепису населення США в 2010 році місто мало площу 1,44 км², уся площа — суходіл.

## Демографія
Згідно з переписом 2010 року, у місті мешкала 1241 особа в 428 домогосподарствах у складі 305 родин. Густота населення становила 862 особи/км².  Було 487 помешкань (338/км²).
Расовий склад населення:
| - 61,0 % — білих - 27,8 % — чорних або афроамериканців - 0,8 % — азіатів - 0,7 % — корінних американців - 5,4 % — осіб інших рас |

До двох чи більше рас належало 4,3 %. Частка іспаномовних становила 18,7 % від усіх жителів.
За віковим діапазоном населення розподілялося таким чином: 29,5 % — особи молодші 18 років, 58,0 % — особи у віці 18—64 років, 12,5 % — особи у віці 65 років та старші. Медіана віку мешканця становила 33,0 року. На 100 осіб жіночої статі у місті припадало 94,5 чоловіків;  на 100 жінок у віці від 18 років та старших — 93,6 чоловіків також старших 18 років.
Середній дохід на одне домашнє господарство  становив 44 118 доларів США (медіана — 38 056), а середній дохід на одну сім'ю — 47 418 доларів (медіана — 35 595). Медіана доходів становила 40 197 доларів для чоловіків та 32 868 доларів для жінок. За межею бідності перебувало 26,7 % осіб, у тому числі 48,8 % дітей у віці до 18 років та 13,4 % осіб у віці 65 років та старших.
Цивільне працевлаштоване населення становило 468 осіб. Основні галузі зайнятості: виробництво — 27,4 %, освіта, охорона здоров'я та соціальна допомога — 18,2 %, будівництво — 16,9 %.